# Chevrolet Fleetmaster
La Fleetmaster è un'autovettura full-size prodotta dalla Chevrolet dal 1946 al 1948. Il modello era posizionato al top della gamma Chevrolet.

## Storia

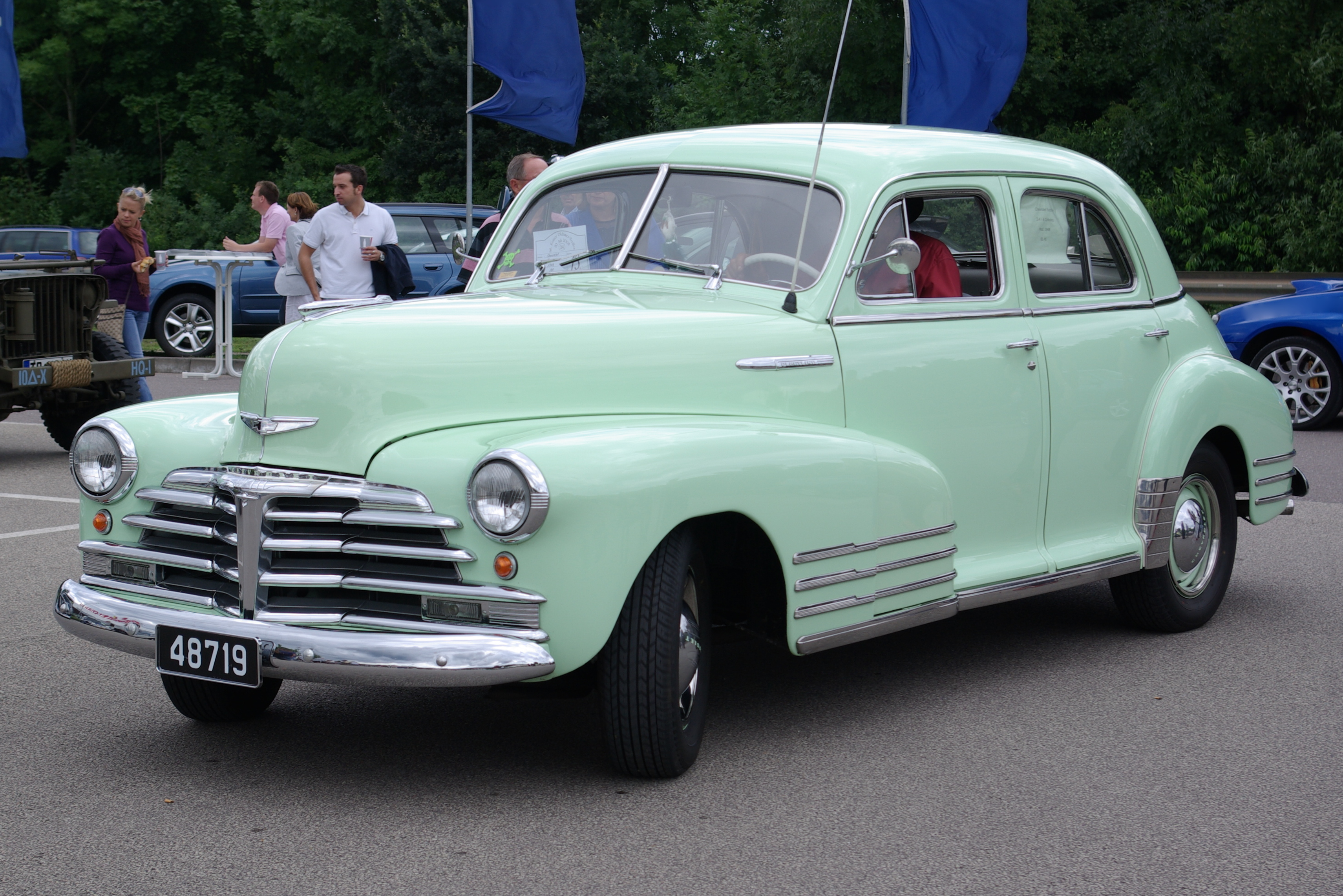
Chevrolet Fleetmaster Fleetline Sport Master del 1948

La vettura era dotata di un motore a sei cilindri in linea e valvole in testa da 3.548 cm³ di cilindrata che sviluppava 90 CV di potenza. Il cambio era a tre rapporti sincronizzati con leva sul volante, e la trazione era posteriore.
Le versioni di carrozzeria disponibili erano berlina due e quattro porte, familiare cinque porte, coupé due porte e cabriolet due porte. La versione familiare era tipo "Woody", cioè con pannelli in legno installati sulle fiancate. Nel 1947, il modello subì un facelift.
Dal 1946 al 1948 ne fu disponibile una versione lussuosa, la Fleetline. Erano offerti due modelli: una berlina quattro porte che era denominata Sport Master ed una hatchback due porte che era chiamata Aerostar.
Gli esemplari prodotti in totale furono 1 250 986. Tra essi, 574 992 erano Fleetline.